# Начално училище „Васил Левски“ (Лозница)
Начално училище „Васил Левски“ е начално училище в град Лозница, община Лозница, област Разград. То е разположено на адрес ул. „Дружба“ № 15. Училището е със общинско финансиране. Директор на училището е Антоанета Стоянова.

## История
Училището е построено в кратък период от време, от края на пролетта до есента на 1908 г., с усилията на местното население, потомци на българи – балканджии. Установили се в Лозница от Търновско, Севлиевско, Габровско и Троянско, като първите 25 семейства се установили на връх Великден през 1907 г, а през 1908 г. те са 80 семейства. Училището отваря врати на 1 октомври 1908 г.